# Martín Cáceres
José Martín Cáceres Silva (Montevideo, 7 aprile 1987) è un calciatore uruguaiano, difensore del Libertad.
Nella sua carriera ha conseguito un treble con il Barcellona nella stagione 2008-2009, composto da campionato spagnolo, Coppa del Re e UEFA Champions League; ha inoltre vinto 6 campionati italiani (tra il 2012 e il 2019), 2 Coppe Italia (2015 e 2016) e 3 Supercoppe di Lega (2012, 2013 e 2015) con la Juventus, e una Major League Soccer (2024) con i LA Galaxy.
Con la nazionale uruguaiana ha vinto la Copa América di Argentina 2011 e preso parte alle edizioni di Brasile 2019 e Brasile 2021, oltre ad avere partecipato ai mondiali di Sudafrica 2010, Brasile 2014, Russia 2018 e Qatar 2022, e alla Confederations Cup di Brasile 2013. In ambito giovanile, con l'Uruguay under 20 è stato terzo classificato al Sudamericano Sub-20 di Paraguay 2007, e ha preso parte al mondiale Under-20 di Canada 2007.

## Biografia
È soprannominato El Pelado, nomignolo derivante dal fatto che, da bambino, la madre gli rasò a zero i capelli. Ha due figli, nati rispettivamente nel 2006 e nel 2014.

## Caratteristiche tecniche
È un difensore centrale, ma può rivestire ogni ruolo del reparto arretrato, sia nello schieramento a quattro che in quello a tre, ben comportandosi all'occasione anche come esterno in un centrocampo a cinque. Fa della grinta e della personalità i suoi punti forti.
Massimiliano Allegri, nel descrivere le sue caratteristiche, parlò di lui come un difensore che gode nel portare l'avversario al duello uno contro uno, oltre che essere dotato di un ottimo piede.
Calciatore affidabile, è dotato di grande concentrazione che difficilmente gli consente di sbagliare l'approccio alle partite. È stato inoltre descritto dai suoi compagni della Juventus anche come un ottimo uomo spogliatoio.

## Carriera

### Club

#### Inizi e Barcellona
Inizia la sua carriera in patria con il Defensor Sporting, squadra della quale diventa capitano ad appena diciannove anni. In totale colleziona 26 presenze segnando 4 reti. Nel febbraio del 2007 firma per il Villarreal per cinque anni, con un trasferimento gratuito dal Defensor. Il Villarreal lo gira immediatamente al Recreativo de Huelva per la stagione 2007-2008. Il 9 gennaio 2008 segna una rete fondamentale contro lo stesso Villarreal, in una gara di Coppa del Re vinta dal Recreativo per 1-0. Nella stagione giocata a Huelva totalizza 34 presenze e due gol.
Il 4 giugno 2008 il Barcellona si assicura le sue prestazioni, pagando il cartellino 16,5 milioni di euro e inserendo una clausola rescissoria di 50 milioni di euro valida fino alla fine del 2012. Nella stagione 2008-2009 trova poco spazio in Blaugrana, concludendo l'esperienza in terra catalana con 14 presenze nella Liga, 7 in Coppa del Re e 3 in Champions League, ma contribuendo, pur da comprimario, alla vittoria di uno storico treble.

#### Juventus e Siviglia
Il 7 agosto 2009 viene ufficializzato il suo passaggio dal Barcellona alla Juventus, in prestito con diritto di riscatto fissato a 12 milioni. Il successivo 12 settembre, al suo esordio coi bianconeri segna il suo primo gol, sbloccando la partita poi vinta 2-0 contro la Lazio all'Olimpico. Col tempo riesce a ritagliarsi uno spazio da titolare sulla fascia destra, approfittando dei continui infortuni di Zebina e vincendo la concorrenza di Grygera; in seguito, una pubalgia lo costringe a stare a sua volta fuori dai campi per alcuni mesi. Al termine di una stagione comunque positiva sul piano personale, la Juventus decide tuttavia di non riscattarlo a causa dell'elevato prezzo, di conseguenza il giocatore torna nei ranghi della squadra catalana.
Il 30 agosto 2010 viene ceduto in prestito dal Barcellona al Siviglia. Martín riesce a giocare con continuità soprattutto nella seconda metà della stagione, dopo la cessione di Konko. La stagione per gli andalusi parte male, con l'eliminazione ai play-off di Champions League e con l'esonero già a settembre dell'allenatore. A fine stagione il Siviglia raggiunge il quinto posto e la qualificazione all'Europa League. Il 31 maggio 2011, il Siviglia ne riscatta il cartellino per 3 milioni di euro, più altri 1,5 milioni in base alle prestazioni della squadra nelle stagioni future. Nella sessione di mercato di gennaio 2012, torna alla Juventus con la formula del prestito.

#### Primo ritorno alla Juventus

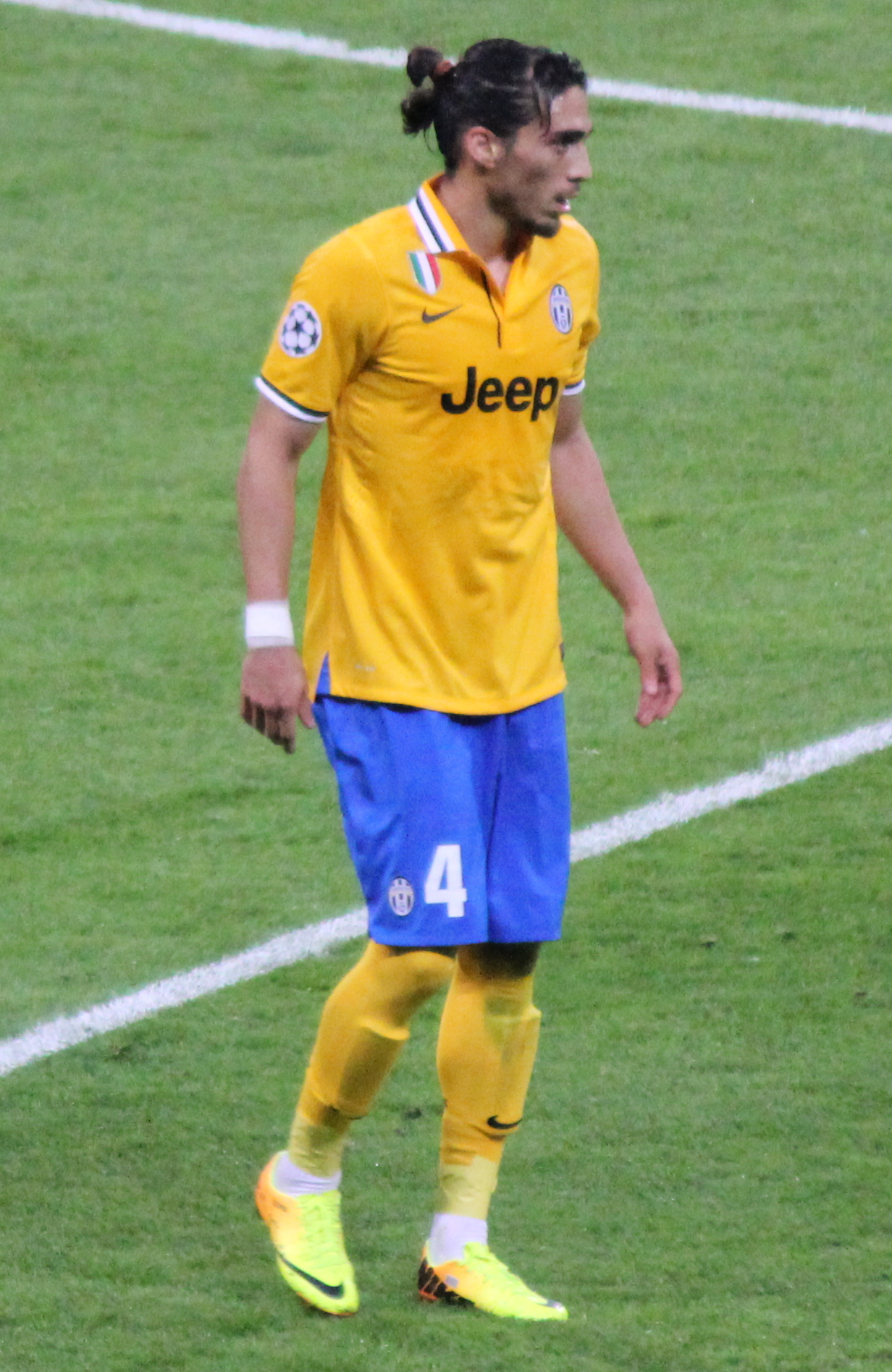
Cáceres alla nel 2013, nel corso della sfida di Champions League in casa del

Il 27 gennaio 2012, su spinta dello stesso giocatore, ritorna alla Juventus con un prestito oneroso di 1,5 milioni di euro fino al termine della stagione. Fa il suo secondo esordio coi colori bianconeri il successivo 8 febbraio, nella semifinale di andata della Coppa Italia in casa del Milan, e anche stavolta trova subito il gol, assurgendo anzi a match winner grazie a una decisiva doppietta che vale il 2-1 dei torinesi. Si ripete sottorete il 25 marzo in Serie A, siglando il vantaggio nel derby d'Italia poi vinto 2-0 contro l'Inter. A fine campionato vince il suo primo trofeo con la maglia juventina, lo scudetto, che arriva sul campo neutro di Trieste il 6 maggio 2012, a una giornata dal termine, grazie al 2-0 sul Cagliari e alla contemporanea sconfitta dei rivali milanisti nella stracittadina. Tale trionfo fa scattare la clausola contrattuale circa l'obbligo di riscatto, che la società torinese esercita il 25 dello stesso mese sborsando 8 milioni di euro.
Un infortunio rimediato nell'estate del 2012, durante il Trofeo TIM, costringe l'uruguaiano a saltare la vittoriosa trasferta cinese della Supercoppa italiana. Il 20 ottobre successivo realizza di testa la sua prima rete stagionale, nella vittoria casalinga in campionato per 2-0 contro il Napoli. Il 5 maggio 2013, grazie al successo interno della Juventus sul Palermo per 1-0, conquista con tre giornate d'anticipo il secondo scudetto consecutivo.
Il 2013-2014 non inizia nel migliore dei modi per Cáceres, che a causa di un infortunio è costretto a saltare la prima parte dell'annata, rientrando nei ranghi a fine ottobre in occasione della sfida di Champions League in casa del Real Madrid. Nel corso della stagione incrementa il suo minutaggio soprattutto nelle competizioni europee, trovando l'unica rete stagionale il 18 dicembre 2013, in Coppa Italia contro i cadetti dell'Avellino. Il 4 maggio 2014, dopo la vittoria del Catania sulla rivale Roma, con tre turni d'anticipo l'uruguaiano inanella il terzo scudetto di fila alla Juventus.
Come la precedente, anche la prima parte dell'annata 2014-2015 vede l'uruguaiano vittima di un infortunio, rimediato nel 3-2 interno alla Roma dei primi d'ottobre, che lo tiene fermo per tre mesi. L'11 gennaio 2015, al ritorno in campo, segna la seconda rete bianconera nel successo 3-1 in casa del Napoli; un paio di mesi dopo, tuttavia, incappa in un nuovo infortunio che pone fine anticipatamente alla sua stagione.
Il 2015-2016 lo vede giocare da titolare la sfida di apertura dell'annata, la Supercoppa italiana vinta 2-0 a Shanghai contro la Lazio. Tuttavia, ulteriori guai muscolari lo tengono lontano dai campi nelle successive settimane. Nella notte fra il 28 e 29 settembre 2015 il giocatore è inoltre protagonista di un incidente automobilistico a Torino, da cui esce incolume; ciò nonostante, il riscontro di un tasso alcolemico superiore ai limiti di legge porta la Juventus a escluderlo temporaneamente dalla prima squadra. Successivamente reintegrato in rosa, il 3 febbraio 2016 incappa in un ennesimo infortunio nella sfida casalinga di campionato contro il Genoa, rimediando una lesione del tendine d'achille destro che lo costringe a un intervento chirurgico e a chiudere anzitempo la sua seconda esperienza torinese; il difensore va in scadenza di contratto e il successivo 30 giugno si svincola dal club bianconero.

#### Southampton e Verona
Dopo vari mesi d'inattività, il 16 febbraio 2017 si accorda con gli inglesi del Southampton, con cui tuttavia scende in campo in una sola occasione, nella vittoria esterna in Premier League del 13 maggio 2017 contro il Middlesbrough (2-1). Non essendo riuscito a convincere l'ambiente, il 25 dello stesso mese risolve il suo contratto con i Saints.
Il successivo 4 agosto torna quindi in Serie A, accordandosi col neopromosso Verona. Fa il suo esordio con la maglia dei veneti in Coppa Italia, nella vittoria del 13 agosto contro l'Avellino (3-1), e quindi in campionato sei giorni dopo, contro il Napoli. Segna il suo primo gol con gli scaligeri il 20 novembre, nella sconfitta interna contro il Bologna (2-3), tornando nell'occasione in rete nella massima serie italiana dall'11 gennaio 2015. Il giocatore rimane a Verona per un semestre, nel corso del quale ritrova continuità di rendimento e buone prestazioni.

#### Lazio, secondo ritorno alla Juventus, Fiorentina
L'8 gennaio 2018, nella sessione invernale del calciomercato, viene acquistato dalla Lazio. L'esordio arriva il 31 gennaio successivo, in occasione della semifinale di Coppa Italia pareggiata, per 0-0, contro il Milan. Il 18 aprile 2018 mette a segno la sua prima rete in maglia biancoceleste; in occasione della trasferta vinta, per 3-4, contro la Fiorentina. Chiude la stagione con 10 presenze e 1 rete messa a segno.
Dopo un altro semestre a Roma, il 29 gennaio 2019 viene ufficializzato il suo secondo ritorno alla Juventus, che lo preleva in prestito oneroso fino al termine della stagione. Fa il suo terzo debutto con la maglia bianconera il successivo 2 febbraio, nella partita casalinga pareggiata 3-3 contro il Parma. A fine stagione, pur da comprimario, vince il suo sesto scudetto con la maglia bianconera.
Nell'estate 2019 si accasa da svincolato alla Fiorentina, con la quale debutta il successivo 14 settembre, nella partita proprio contro i bianconeri piemontesi, conclusasi sullo 0-0. L'8 dicembre 2019 trova il suo primo gol in maglia viola, nella sconfitta esterna per 2-1 contro il Torino. In due stagioni mette insieme 61 presenze e 4 gol.

#### Ultimi anni
Svincolatosi dal club viola, il 1º settembre 2021 si accorda con il Cagliari. Il 17 ottobre dello stesso anno segna la prima rete per i sardi nel successo casalingo per 3-1 sulla Sampdoria. Tuttavia la sua avventura in rossoblù, così come quella della squadra, si rivela difficoltosa, tanto che nel dicembre dello stesso anno viene messo fuori rosa.
Non più reintegrato dai sardi, il 30 gennaio 2022 viene ceduto a titolo definitivo al Levante. Rimane a Valencia per il successivo semestre, lasciando il club al termine della stagione. Dopo alcuni mesi da svincolato, il 24 agosto 2022 si accorda con la franchigia statunitense dei LA Galaxy, con cui rimane per il successivo anno e mezzo.
Nel febbraio 2025 si accasa da svincolato al Libertad, club militante nella massima divisione paraguaiana.

### Nazionale

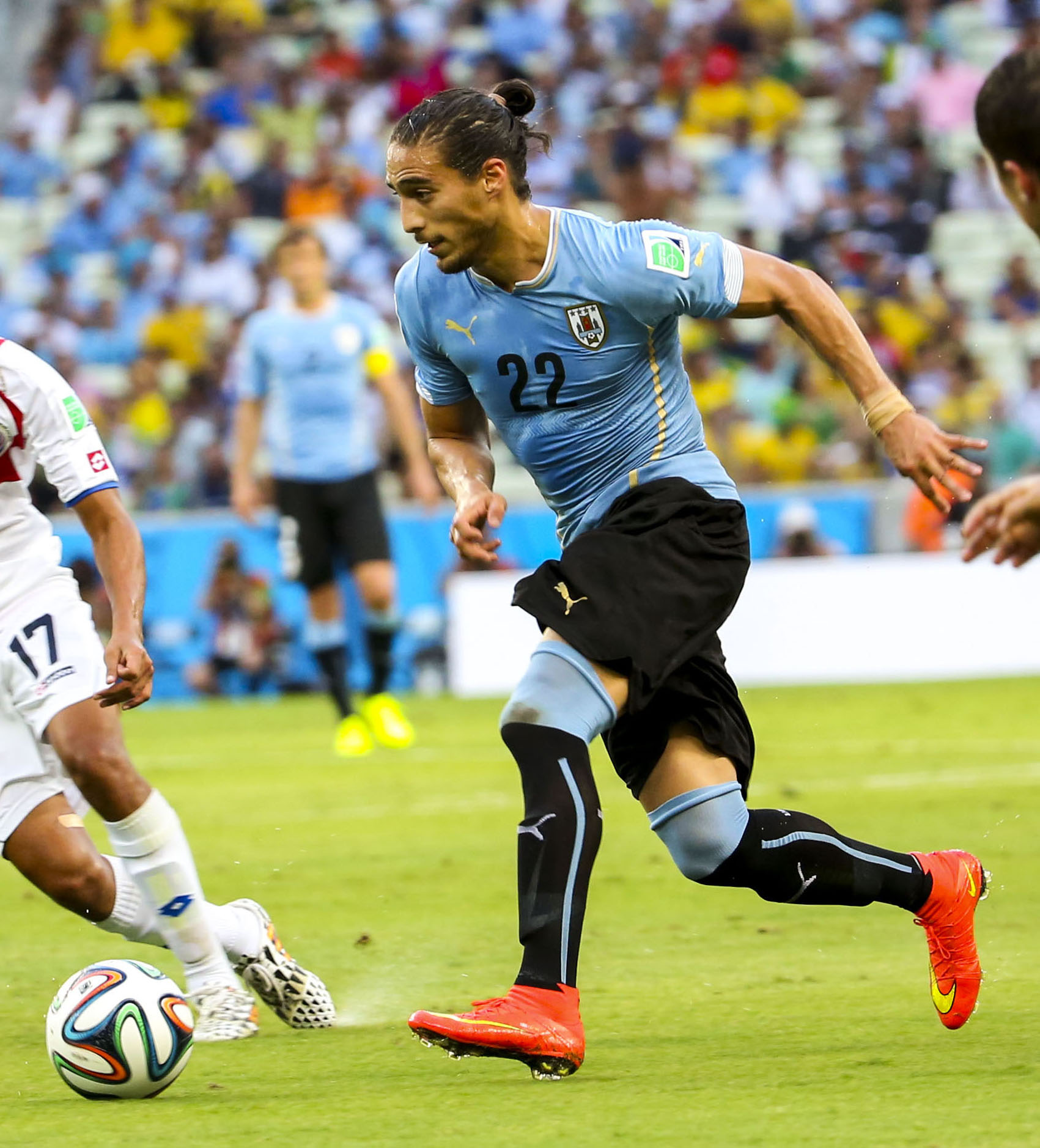
Cáceres in azione con la Celeste al

Cáceres ha giocato nell'Under-20 dell'Uruguay al Campionato mondiale Under-20, tenutosi in Canada. Con lui la squadra arrivò tra l'altro terza nel Campionato sudamericano Under-20 2007.
Dal 2008 è entrato nella nazionale maggiore del suo paese. Il 14 ottobre 2009 viene espulso durante la partita decisiva con l'Argentina per le qualificazioni CONMEBOL al campionato del mondo 2010: l'espulsione porta la sua squadra all'inferiorità numerica e alla sconfitta (0-1). Alla competizione mondiale dell'estate 2010 in Sudafrica raggiunge con la nazionale un risultato storico, arrivando a giocare la semifinale contro i Paesi Bassi di Sneijder e Robben; verranno poi eliminati perdendo quest'ultimo incontro per 3-2.
Il 17 luglio 2011, nei quarti di finale della Copa América, calcia il rigore decisivo nella sfida contro l'Argentina determinando il passaggio alle semifinali per l'Uruguay che, alla fine, vincerà la competizione.
Dopo due anni di mancate convocazioni, ritorna a indossare la casacca della selezione nazionale nel 2017, in occasione delle due amichevoli europee contro Irlanda e Italia. Il 2 giugno 2018 viene selezionato, per la terza volta in carriera, nei 23 giocatori che prendono parte al campionato del mondo 2018 in Russia. Chiude la competizione, con 5 presenze, ai quarti di finale poiché lui e i suoi compagni vengono battuti dalla Francia per 2-0.
Nel 2019 fa parte dei convocati per la Copa América disputata in Brasile, torneo nel quale la Celeste viene eliminata nei quarti di finale dal Perù, ai rigori, dopo lo 0-0 dei tempi regolamentari.
Il 13 ottobre 2020 raggiunge quota 100 presenze con la Celeste nella sconfitta per 4-2 contro l'Ecuador.
Convocato per la Copa América 2021, gli uruguagi vengono eliminati nuovamente ai rigori, questa volta dalla Colombia.

## Statistiche

### Presenze e reti nei club
Statistiche aggiornate al 27 maggio 2025.
| Stagione                  | Squadra                   | Campionato                | Campionato | Campionato | Coppe nazionali | Coppe nazionali | Coppe nazionali | Coppe continentali | Coppe continentali | Coppe continentali | Altre coppe | Altre coppe | Altre coppe | Totale | Totale |
| Stagione                  | Squadra                   | Comp                      | Pres       | Reti       | Comp            | Pres            | Reti            | Comp               | Pres               | Reti               | Comp        | Pres        | Reti        | Pres   | Reti   |
| ------------------------- | ------------------------- | ------------------------- | ---------- | ---------- | --------------- | --------------- | --------------- | ------------------ | ------------------ | ------------------ | ----------- | ----------- | ----------- | ------ | ------ |
| 2005-2006                 | Defensor                  | PD                        | 2          | 0          | LI              | 0               | 0               | CL                 | 0                  | 0                  | -           | -           | -           | 2      | 0      |
| 2006-2007                 | Defensor                  | PD                        | 24         | 4          | LI              | 0               | 0               | CL                 | 0                  | 0                  | -           | -           | -           | 24     | 4      |
| Totale Defensor           | Totale Defensor           | Totale Defensor           | 26         | 4          |                 | 0               | 0               |                    | 0                  | 0                  |             | -           | -           | 26     | 4      |
| 2007-2008                 | Recreativo Huelva         | PD                        | 34         | 2          | CR              | 2               | 1               | -                  | -                  | -                  | -           | -           | -           | 36     | 3      |
| 2008-2009                 | Barcellona                | PD                        | 14         | 0          | CR              | 7               | 0               | UCL                | 3                  | 0                  | -           | -           | -           | 24     | 0      |
| 2009-2010                 | Juventus                  | A                         | 15         | 1          | CI              | 1               | 0               | UCL                | 5                  | 0                  | -           | -           | -           | 21     | 1      |
| 2010-2011                 | Siviglia                  | PD                        | 25         | 1          | CR              | 5               | 0               | UEL                | 7                  | 0                  | -           | -           | -           | 37     | 1      |
| 2011-gen.2012             | Siviglia                  | PD                        | 14         | 1          | CR              | 4               | 0               | UEL                | 0                  | 0                  | -           | -           | -           | 18     | 1      |
| Totale Siviglia           | Totale Siviglia           | Totale Siviglia           | 39         | 2          |                 | 9               | 0               |                    | 7                  | 0                  |             | -           | -           | 55     | 2      |
| gen.-giu. 2012            | Juventus                  | A                         | 11         | 1          | CI              | 3               | 2               | -                  | -                  | -                  | -           | -           | -           | 14     | 3      |
| 2012-2013                 | Juventus                  | A                         | 18         | 1          | CI              | 2               | 0               | UCL                | 2                  | 0                  | SI          | 0           | 0           | 22     | 1      |
| 2013-2014                 | Juventus                  | A                         | 17         | 0          | CI              | 1               | 1               | UCL+UEL            | 3+8                | 0                  | SI          | 1           | 0           | 30     | 1      |
| 2014-2015                 | Juventus                  | A                         | 10         | 1          | CI              | 2               | 0               | UCL                | 2                  | 0                  | SI          | 0           | 0           | 14     | 1      |
| 2015-2016                 | Juventus                  | A                         | 6          | 0          | CI              | 2               | 0               | UCL                | 0                  | 0                  | SI          | 1           | 0           | 9      | 0      |
| feb.-giu. 2017            | Southampton               | PL                        | 1          | 0          | FACup+CdL       | 0               | 0               | UEL                | 0                  | 0                  | -           | -           | -           | 1      | 0      |
| 2017-gen. 2018            | Verona                    | A                         | 14         | 3          | CI              | 1               | 0               | -                  | -                  | -                  | -           | -           | -           | 15     | 3      |
| gen.-giu. 2018            | Lazio                     | A                         | 6          | 1          | CI              | 2               | 0               | UEL                | 2                  | 0                  | SI          | 0           | 0           | 10     | 1      |
| 2018-gen. 2019            | Lazio                     | A                         | 4          | 0          | CI              | 0               | 0               | UEL                | 4                  | 0                  | -           | -           | -           | 8      | 0      |
| Totale Lazio              | Totale Lazio              | Totale Lazio              | 10         | 1          |                 | 2               | 0               |                    | 6                  | 0                  |             | -           | -           | 18     | 1      |
| gen.-giu. 2019            | Juventus                  | A                         | 9          | 0          | CI              | 0               | 0               | UCL                | 0                  | 0                  | -           | -           | -           | 9      | 0      |
| Totale Juventus           | Totale Juventus           | Totale Juventus           | 86         | 4          |                 | 11              | 3               |                    | 20                 | 0                  |             | 2           | 0           | 119    | 7      |
| 2019-2020                 | Fiorentina                | A                         | 27         | 1          | CI              | 3               | 1               | -                  | -                  | -                  | -           | -           | -           | 30     | 2      |
| 2020-2021                 | Fiorentina                | A                         | 29         | 2          | CI              | 2               | 0               | -                  | -                  | -                  | -           | -           | -           | 31     | 2      |
| Totale Fiorentina         | Totale Fiorentina         | Totale Fiorentina         | 56         | 3          |                 | 5               | 1               |                    | -                  | -                  |             | -           | -           | 61     | 4      |
| 2021-gen. 2022            | Cagliari                  | A                         | 14         | 1          | CI              | 1               | 0               | -                  | -                  | -                  | -           | -           | -           | 15     | 1      |
| gen.-giu. 2022            | Levante                   | PD                        | 10         | 0          | CR              | 0               | 0               | -                  | -                  | -                  | -           | -           | -           | 10     | 0      |
| lug.-dic. 2022            | LA Galaxy                 | MLS                       | 6+2        | 0+0        | USOC            | 0               | 0               | -                  | -                  | -                  | -           | -           | -           | 8      | 0      |
| 2023                      | LA Galaxy                 | MLS                       | 15         | 2          | USOC            | 3               | 0               | -                  | -                  | -                  | -           | -           | -           | 18     | 2      |
| 2024                      | LA Galaxy                 | MLS                       | 15         | 0          | USOC            | 0               | 0               | -                  | -                  | -                  | LC          | 1           | 0           | 16     | 0      |
| Totale Los Angeles Galaxy | Totale Los Angeles Galaxy | Totale Los Angeles Galaxy | 36+2       | 2+0        |                 | 3               | 0               |                    | -                  | -                  |             | 1           | 0           | 42     | 2      |
| 2025                      | Libertad                  | PD                        | 2          | 0          | CP              | 0               | 0               | CL                 | 2                  | 0                  | SP          | -           | -           | 4      | 0      |
| Totale carriera           | Totale carriera           | Totale carriera           | 344        | 22         |                 | 41              | 5               |                    | 38                 | 0                  |             | 3           | 0           | 426    | 27     |

### Cronologia presenze e reti in nazionale
| Cronologia completa delle presenze e delle reti in nazionale ― Uruguay | Cronologia completa delle presenze e delle reti in nazionale ― Uruguay | Cronologia completa delle presenze e delle reti in nazionale ― Uruguay | Cronologia completa delle presenze e delle reti in nazionale ― Uruguay | Cronologia completa delle presenze e delle reti in nazionale ― Uruguay | Cronologia completa delle presenze e delle reti in nazionale ― Uruguay | Cronologia completa delle presenze e delle reti in nazionale ― Uruguay | Cronologia completa delle presenze e delle reti in nazionale ― Uruguay |
| Data                                                                   | Città                                                                  | In casa                                                                | Risultato                                                              | Ospiti                                                                 | Competizione                                                           | Reti                                                                   | Note                                                                   |
| ---------------------------------------------------------------------- | ---------------------------------------------------------------------- | ---------------------------------------------------------------------- | ---------------------------------------------------------------------- | ---------------------------------------------------------------------- | ---------------------------------------------------------------------- | ---------------------------------------------------------------------- | ---------------------------------------------------------------------- |
| 12-9-2007                                                              | Johannesburg                                                           | Sudafrica                                                              | 0 – 0                                                                  | Uruguay                                                                | Amichevole                                                             | -                                                                      | 58’                                                                    |
| 6-2-2008                                                               | Montevideo                                                             | Uruguay                                                                | 2 – 2                                                                  | Colombia                                                               | Amichevole                                                             | -                                                                      | 66’                                                                    |
| 25-5-2008                                                              | Bochum                                                                 | Turchia                                                                | 2 – 3                                                                  | Uruguay                                                                | Amichevole                                                             | -                                                                      |                                                                        |
| 28-5-2008                                                              | Oslo                                                                   | Norvegia                                                               | 2 – 2                                                                  | Uruguay                                                                | Amichevole                                                             | -                                                                      |                                                                        |
| 14-6-2008                                                              | Montevideo                                                             | Uruguay                                                                | 1 – 1                                                                  | Venezuela                                                              | Qual. Mondiali 2010                                                    | -                                                                      |                                                                        |
| 17-6-2008                                                              | Montevideo                                                             | Uruguay                                                                | 6 – 0                                                                  | Perù                                                                   | Qual. Mondiali 2010                                                    | -                                                                      |                                                                        |
| 10-9-2008                                                              | Montevideo                                                             | Uruguay                                                                | 0 – 0                                                                  | Ecuador                                                                | Qual. Mondiali 2010                                                    | -                                                                      |                                                                        |
| 11-10-2008                                                             | Buenos Aires                                                           | Argentina                                                              | 2 – 1                                                                  | Uruguay                                                                | Qual. Mondiali 2010                                                    | -                                                                      |                                                                        |
| 14-10-2008                                                             | La Paz                                                                 | Bolivia                                                                | 2 – 2                                                                  | Uruguay                                                                | Qual. Mondiali 2010                                                    | -                                                                      |                                                                        |
| 19-11-2008                                                             | Saint-Denis                                                            | Francia                                                                | 0 – 0                                                                  | Uruguay                                                                | Amichevole                                                             | -                                                                      | 40’                                                                    |
| 11-2-2009                                                              | Tripoli                                                                | Libia                                                                  | 2 – 3                                                                  | Uruguay                                                                | Amichevole                                                             | -                                                                      | 83’                                                                    |
| 28-3-2009                                                              | Montevideo                                                             | Uruguay                                                                | 2 – 0                                                                  | Paraguay                                                               | Qual. Mondiali 2010                                                    | -                                                                      |                                                                        |
| 1-4-2009                                                               | Santiago del Cile                                                      | Cile                                                                   | 0 – 0                                                                  | Uruguay                                                                | Qual. Mondiali 2010                                                    | -                                                                      | 79’                                                                    |
| 6-6-2009                                                               | Montevideo                                                             | Uruguay                                                                | 0 – 4                                                                  | Brasile                                                                | Qual. Mondiali 2010                                                    | -                                                                      |                                                                        |
| 10-6-2009                                                              | Puerto Ordaz                                                           | Venezuela                                                              | 2 – 2                                                                  | Uruguay                                                                | Qual. Mondiali 2010                                                    | -                                                                      |                                                                        |
| 9-9-2009                                                               | Montevideo                                                             | Uruguay                                                                | 3 – 1                                                                  | Colombia                                                               | Qual. Mondiali 2010                                                    | -                                                                      | 8’                                                                     |
| 10-10-2009                                                             | Quito                                                                  | Ecuador                                                                | 1 – 2                                                                  | Uruguay                                                                | Qual. Mondiali 2010                                                    | -                                                                      |                                                                        |
| 14-10-2009                                                             | Montevideo                                                             | Uruguay                                                                | 0 – 1                                                                  | Argentina                                                              | Qual. Mondiali 2010                                                    | -                                                                      | 77’, 83’                                                               |
| 26-5-2010                                                              | Montevideo                                                             | Uruguay                                                                | 4 – 1                                                                  | Israele                                                                | Amichevole                                                             | -                                                                      | 71’                                                                    |
| 6-7-2010                                                               | Città del Capo                                                         | Uruguay                                                                | 2 – 3                                                                  | Paesi Bassi                                                            | Mondiali 2010 - Semifinale                                             | -                                                                      | 30’                                                                    |
| 10-7-2010                                                              | Port Elizabeth                                                         | Uruguay                                                                | 2 – 3                                                                  | Germania                                                               | Mondiali 2010 - Finale 3º posto                                        | -                                                                      |                                                                        |
| 8-10-2010                                                              | Giacarta                                                               | Indonesia                                                              | 1 – 7                                                                  | Uruguay                                                                | Amichevole                                                             | -                                                                      | 60’                                                                    |
| 12-10-2010                                                             | Wuhan                                                                  | Cina                                                                   | 0 – 4                                                                  | Uruguay                                                                | Amichevole                                                             | -                                                                      |                                                                        |
| 17-11-2010                                                             | Santiago del Cile                                                      | Cile                                                                   | 2 – 0                                                                  | Uruguay                                                                | Amichevole                                                             | -                                                                      | 78’                                                                    |
| 29-3-2011                                                              | Dublino                                                                | Irlanda                                                                | 2 – 3                                                                  | Uruguay                                                                | Amichevole                                                             | -                                                                      |                                                                        |
| 29-5-2011                                                              | Sinsheim                                                               | Germania                                                               | 2 – 1                                                                  | Uruguay                                                                | Amichevole                                                             | -                                                                      |                                                                        |
| 8-6-2011                                                               | Montevideo                                                             | Uruguay                                                                | 1 – 1                                                                  | Paesi Bassi                                                            | Amichevole                                                             | -                                                                      |                                                                        |
| 23-6-2011                                                              | Rivera                                                                 | Uruguay                                                                | 3 – 0                                                                  | Estonia                                                                | Amichevole                                                             | 1                                                                      |                                                                        |
| 4-7-2011                                                               | San Juan                                                               | Uruguay                                                                | 1 – 1                                                                  | Perù                                                                   | Coppa America 2011 - 1º turno                                          | -                                                                      | 82’                                                                    |
| 8-7-2011                                                               | Mendoza                                                                | Uruguay                                                                | 1 – 1                                                                  | Cile                                                                   | Coppa America 2011 - 1º turno                                          | -                                                                      | 49’                                                                    |
| 16-7-2011                                                              | Santa Fe                                                               | Argentina                                                              | 1 – 1 dts (4 - 5 dtr)                                                  | Uruguay                                                                | Coppa America 2011 - Quarti di finale                                  | -                                                                      | 31’                                                                    |
| 19-7-2011                                                              | La Plata                                                               | Perù                                                                   | 0 – 2                                                                  | Uruguay                                                                | Coppa America 2011 - Semifinale                                        | -                                                                      |                                                                        |
| 24-7-2011                                                              | Buenos Aires                                                           | Uruguay                                                                | 3 – 0                                                                  | Paraguay                                                               | Coppa America 2011 - Finale                                            | -                                                                      | 25’ 88’                                                                |
| 2-9-2011                                                               | Charkiv                                                                | Ucraina                                                                | 2 – 3                                                                  | Uruguay                                                                | Amichevole                                                             | -                                                                      |                                                                        |
| 7-10-2011                                                              | Montevideo                                                             | Uruguay                                                                | 4 – 2                                                                  | Bolivia                                                                | Qual. Mondiali 2014                                                    | -                                                                      |                                                                        |
| 11-10-2011                                                             | Asunción                                                               | Paraguay                                                               | 1 – 1                                                                  | Uruguay                                                                | Qual. Mondiali 2014                                                    | -                                                                      |                                                                        |
| 11-11-2011                                                             | Montevideo                                                             | Uruguay                                                                | 4 – 0                                                                  | Cile                                                                   | Qual. Mondiali 2014                                                    | -                                                                      | 60’                                                                    |
| 15-11-2011                                                             | Roma                                                                   | Italia                                                                 | 0 – 1                                                                  | Uruguay                                                                | Amichevole                                                             | -                                                                      | 23’                                                                    |
| 29-2-2012                                                              | Bucarest                                                               | Romania                                                                | 1 – 1                                                                  | Uruguay                                                                | Amichevole                                                             | -                                                                      |                                                                        |
| 25-5-2012                                                              | Mosca                                                                  | Russia                                                                 | 1 – 1                                                                  | Uruguay                                                                | Amichevole                                                             | -                                                                      | 50’                                                                    |
| 2-6-2012                                                               | Montevideo                                                             | Uruguay                                                                | 1 – 1                                                                  | Venezuela                                                              | Qual. Mondiali 2014                                                    | -                                                                      |                                                                        |
| 10-6-2012                                                              | Montevideo                                                             | Uruguay                                                                | 4 – 2                                                                  | Perù                                                                   | Qual. Mondiali 2014                                                    | -                                                                      |                                                                        |
| 12-10-2012                                                             | Mendoza                                                                | Argentina                                                              | 3 – 0                                                                  | Uruguay                                                                | Qual. Mondiali 2014                                                    | -                                                                      | 32’                                                                    |
| 14-11-2012                                                             | Danzica                                                                | Polonia                                                                | 1 – 3                                                                  | Uruguay                                                                | Amichevole                                                             | -                                                                      |                                                                        |
| 6-2-2013                                                               | Doha                                                                   | Spagna                                                                 | 3 – 1                                                                  | Uruguay                                                                | Amichevole                                                             | -                                                                      |                                                                        |
| 5-6-2013                                                               | Montevideo                                                             | Uruguay                                                                | 1 – 0                                                                  | Francia                                                                | Amichevole                                                             | -                                                                      |                                                                        |
| 11-6-2013                                                              | Ciudad Guayana                                                         | Venezuela                                                              | 0 – 1                                                                  | Uruguay                                                                | Qual. Mondiali 2014                                                    | -                                                                      | 62’                                                                    |
| 16-6-2013                                                              | Recife                                                                 | Spagna                                                                 | 2 – 1                                                                  | Uruguay                                                                | Conf. Cup 2013 - 1º turno                                              | -                                                                      |                                                                        |
| 20-6-2013                                                              | Salvador                                                               | Nigeria                                                                | 1 – 2                                                                  | Uruguay                                                                | Conf. Cup 2013 - 1º turno                                              | -                                                                      |                                                                        |
| 26-6-2013                                                              | Rio de Janeiro                                                         | Brasile                                                                | 2 – 1                                                                  | Uruguay                                                                | Conf. Cup 2013 - Semifinale                                            | -                                                                      |                                                                        |
| 30-6-2013                                                              | Salvador                                                               | Uruguay                                                                | 2 – 2 dts (2 - 3 dtr)                                                  | Italia                                                                 | Conf. Cup 2013 - Finale 3º posto                                       | -                                                                      |                                                                        |
| 14-8-2013                                                              | Rifu                                                                   | Giappone                                                               | 2 – 4                                                                  | Uruguay                                                                | Amichevole                                                             | -                                                                      | 78’                                                                    |
| 6-9-2013                                                               | Lima                                                                   | Perù                                                                   | 1 – 2                                                                  | Uruguay                                                                | Qual. Mondiali 2014                                                    | -                                                                      | 81’                                                                    |
| 13-11-2013                                                             | Amman                                                                  | Giordania                                                              | 0 – 5                                                                  | Uruguay                                                                | Qual. Mondiali 2014                                                    | -                                                                      |                                                                        |
| 20-11-2013                                                             | Montevideo                                                             | Uruguay                                                                | 0 – 0                                                                  | Giordania                                                              | Qual. Mondiali 2014                                                    | -                                                                      |                                                                        |
| 30-5-2014                                                              | Montevideo                                                             | Uruguay                                                                | 1 – 0                                                                  | Irlanda del Nord                                                       | Amichevole                                                             | -                                                                      | 73’                                                                    |
| 4-6-2014                                                               | Montevideo                                                             | Uruguay                                                                | 2 – 0                                                                  | Slovenia                                                               | Amichevole                                                             | -                                                                      |                                                                        |
| 14-6-2014                                                              | Fortaleza                                                              | Uruguay                                                                | 1 – 3                                                                  | Costa Rica                                                             | Mondiali 2014 - 1º turno                                               | -                                                                      | 81’                                                                    |
| 19-6-2014                                                              | San Paolo                                                              | Uruguay                                                                | 2 – 1                                                                  | Inghilterra                                                            | Mondiali 2014 - 1º turno                                               | -                                                                      |                                                                        |
| 24-6-2014                                                              | Natal                                                                  | Italia                                                                 | 0 – 1                                                                  | Uruguay                                                                | Mondiali 2014 - 1º turno                                               | -                                                                      |                                                                        |
| 28-6-2014                                                              | Rio de Janeiro                                                         | Colombia                                                               | 2 – 0                                                                  | Uruguay                                                                | Mondiali 2014 - Ottavi di finale                                       | -                                                                      |                                                                        |
| 5-9-2014                                                               | Sapporo                                                                | Giappone                                                               | 0 – 2                                                                  | Uruguay                                                                | Amichevole                                                             | -                                                                      | 67’ 83’                                                                |
| 8-9-2014                                                               | Goyang                                                                 | Corea del Sud                                                          | 0 – 1                                                                  | Uruguay                                                                | Amichevole                                                             | -                                                                      |                                                                        |
| 4-9-2015                                                               | Panama                                                                 | Panama                                                                 | 0 – 1                                                                  | Uruguay                                                                | Amichevole                                                             | -                                                                      |                                                                        |
| 8-9-2015                                                               | San José                                                               | Costa Rica                                                             | 1 – 0                                                                  | Uruguay                                                                | Amichevole                                                             | -                                                                      |                                                                        |
| 8-10-2015                                                              | La Paz                                                                 | Bolivia                                                                | 0 – 2                                                                  | Uruguay                                                                | Qual. Mondiali 2018                                                    | 1                                                                      |                                                                        |
| 13-10-2015                                                             | Montevideo                                                             | Uruguay                                                                | 3 – 0                                                                  | Colombia                                                               | Qual. Mondiali 2018                                                    | -                                                                      | 19’                                                                    |
| 12-11-2015                                                             | Quito                                                                  | Ecuador                                                                | 2 – 1                                                                  | Uruguay                                                                | Qual. Mondiali 2018                                                    | -                                                                      |                                                                        |
| 18-11-2015                                                             | Montevideo                                                             | Uruguay                                                                | 3 – 0                                                                  | Cile                                                                   | Qual. Mondiali 2018                                                    | 1                                                                      |                                                                        |
| 4-6-2017                                                               | Dublino                                                                | Irlanda                                                                | 3 – 1                                                                  | Uruguay                                                                | Amichevole                                                             | -                                                                      |                                                                        |
| 7-6-2017                                                               | Nizza                                                                  | Italia                                                                 | 3 – 0                                                                  | Uruguay                                                                | Amichevole                                                             | -                                                                      |                                                                        |
| 31-8-2017                                                              | Montevideo                                                             | Uruguay                                                                | 0 – 0                                                                  | Argentina                                                              | Qual. Mondiali 2018                                                    | -                                                                      |                                                                        |
| 5-9-2017                                                               | Asunción                                                               | Paraguay                                                               | 1 – 2                                                                  | Uruguay                                                                | Qual. Mondiali 2018                                                    | -                                                                      |                                                                        |
| 5-10-2017                                                              | San Cristóbal                                                          | Venezuela                                                              | 0 – 0                                                                  | Uruguay                                                                | Qual. Mondiali 2018                                                    | -                                                                      |                                                                        |
| 10-10-2017                                                             | Montevideo                                                             | Uruguay                                                                | 4 – 2                                                                  | Bolivia                                                                | Qual. Mondiali 2018                                                    | 1                                                                      |                                                                        |
| 8-6-2018                                                               | Montevideo                                                             | Uruguay                                                                | 3 – 0                                                                  | Uzbekistan                                                             | Amichevole                                                             | -                                                                      |                                                                        |
| 15-6-2018                                                              | Ekaterinburg                                                           | Egitto                                                                 | 0 – 1                                                                  | Uruguay                                                                | Mondiali 2018 - 1º turno                                               | -                                                                      |                                                                        |
| 20-6-2018                                                              | Rostov                                                                 | Uruguay                                                                | 1 – 0                                                                  | Arabia Saudita                                                         | Mondiali 2018 - 1º turno                                               | -                                                                      |                                                                        |
| 25-6-2018                                                              | Samara                                                                 | Uruguay                                                                | 3 – 0                                                                  | Russia                                                                 | Mondiali 2018 - 1º turno                                               | -                                                                      |                                                                        |
| 30-6-2018                                                              | Soči                                                                   | Uruguay                                                                | 2 – 1                                                                  | Portogallo                                                             | Mondiali 2018 - Ottavi di finale                                       | -                                                                      |                                                                        |
| 6-7-2018                                                               | Nižnij Novgorod                                                        | Uruguay                                                                | 0 – 2                                                                  | Francia                                                                | Mondiali 2018 - Quarti di finale                                       | -                                                                      |                                                                        |
| 8-9-2018                                                               | Houston                                                                | Messico                                                                | 1 – 4                                                                  | Uruguay                                                                | Amichevole                                                             | -                                                                      |                                                                        |
| 12-10-2018                                                             | Seul                                                                   | Corea del Sud                                                          | 2 – 1                                                                  | Uruguay                                                                | Amichevole                                                             | -                                                                      |                                                                        |
| 16-10-2018                                                             | Saitama                                                                | Giappone                                                               | 4 – 3                                                                  | Uruguay                                                                | Amichevole                                                             | -                                                                      | 64’                                                                    |
| 16-11-2018                                                             | Londra                                                                 | Brasile                                                                | 1 – 0                                                                  | Uruguay                                                                | Amichevole                                                             | -                                                                      | 80’                                                                    |
| 20-11-2018                                                             | Saint-Denis                                                            | Francia                                                                | 1 – 0                                                                  | Uruguay                                                                | Amichevole                                                             | -                                                                      |                                                                        |
| 22-3-2019                                                              | Nanning                                                                | Uruguay                                                                | 3 – 0                                                                  | Uzbekistan                                                             | Amichevole                                                             | -                                                                      |                                                                        |
| 25-3-2019                                                              | Nanning                                                                | Thailandia                                                             | 0 – 4                                                                  | Uruguay                                                                | Amichevole                                                             | -                                                                      | 61’                                                                    |
| 7-6-2019                                                               | Montevideo                                                             | Uruguay                                                                | 3 – 0                                                                  | Panama                                                                 | Amichevole                                                             | -                                                                      |                                                                        |
| 16-6-2019                                                              | Belo Horizonte                                                         | Uruguay                                                                | 4 – 0                                                                  | Ecuador                                                                | Coppa America 2019 - 1º turno                                          | -                                                                      |                                                                        |
| 20-6-2019                                                              | Porto Alegre                                                           | Uruguay                                                                | 2 – 2                                                                  | Giappone                                                               | Coppa America 2019 - 1º turno                                          | -                                                                      |                                                                        |
| 24-6-2019                                                              | Rio de Janeiro                                                         | Cile                                                                   | 0 – 1                                                                  | Uruguay                                                                | Coppa America 2019 - 1º turno                                          | -                                                                      |                                                                        |
| 29-6-2019                                                              | Salvador de Bahia                                                      | Uruguay                                                                | 0 – 0 (4 – 5 dtr)                                                      | Perù                                                                   | Coppa America 2019 - Quarti di finale                                  | -                                                                      |                                                                        |
| 7-9-2019                                                               | San José                                                               | Costa Rica                                                             | 1 – 2                                                                  | Uruguay                                                                | Amichevole                                                             | -                                                                      |                                                                        |
| 10-9-2019                                                              | Saint Louis                                                            | Stati Uniti                                                            | 1 – 1                                                                  | Uruguay                                                                | Amichevole                                                             | -                                                                      |                                                                        |
| 12-10-2019                                                             | Montevideo                                                             | Uruguay                                                                | 1 – 0                                                                  | Perù                                                                   | Amichevole                                                             | -                                                                      | 84’                                                                    |
| 15-10-2019                                                             | Lima                                                                   | Perù                                                                   | 1 – 1                                                                  | Uruguay                                                                | Amichevole                                                             | -                                                                      | 26’                                                                    |
| 18-11-2019                                                             | Tel Aviv                                                               | Argentina                                                              | 2 – 2                                                                  | Uruguay                                                                | Amichevole                                                             | -                                                                      |                                                                        |
| 8-10-2020                                                              | Montevideo                                                             | Uruguay                                                                | 2 – 1                                                                  | Cile                                                                   | Qual. Mondiali 2022                                                    | -                                                                      |                                                                        |
| 13-10-2020                                                             | Quito                                                                  | Ecuador                                                                | 4 – 2                                                                  | Uruguay                                                                | Qual. Mondiali 2022                                                    | -                                                                      |                                                                        |
| 13-11-2020                                                             | Barranquilla                                                           | Colombia                                                               | 0 – 3                                                                  | Uruguay                                                                | Qual. Mondiali 2022                                                    | -                                                                      |                                                                        |
| 17-11-2020                                                             | Montevideo                                                             | Uruguay                                                                | 0 – 2                                                                  | Brasile                                                                | Qual. Mondiali 2022                                                    | -                                                                      | 85’                                                                    |
| 3-6-2021                                                               | Montevideo                                                             | Uruguay                                                                | 0 – 0                                                                  | Paraguay                                                               | Qual. Mondiali 2022                                                    | -                                                                      |                                                                        |
| 8-6-2021                                                               | Caracas                                                                | Venezuela                                                              | 0 – 0                                                                  | Uruguay                                                                | Qual. Mondiali 2022                                                    | -                                                                      | 90+1’                                                                  |
| 21-6-2021                                                              | Cuiabá                                                                 | Uruguay                                                                | 1 – 1                                                                  | Cile                                                                   | Coppa America 2021 - 1º turno                                          | -                                                                      | 46’                                                                    |
| 28-6-2021                                                              | Rio de Janeiro                                                         | Uruguay                                                                | 1 – 0                                                                  | Paraguay                                                               | Coppa America 2021 - 1º turno                                          | -                                                                      | 57’                                                                    |
| 3-7-2021                                                               | Brasilia                                                               | Uruguay                                                                | 0 – 0 dts (2 – 4 dtr)                                                  | Colombia                                                               | Coppa America 2021 - Quarti di finale                                  | -                                                                      | 80’                                                                    |
| 14-10-2021                                                             | Manaus                                                                 | Brasile                                                                | 4 – 1                                                                  | Uruguay                                                                | Qual. Mondiali 2022                                                    | -                                                                      | 46’                                                                    |
| 12-11-2021                                                             | Montevideo                                                             | Uruguay                                                                | 0 – 1                                                                  | Argentina                                                              | Qual. Mondiali 2022                                                    | -                                                                      |                                                                        |
| 16-11-2021                                                             | La Paz                                                                 | Bolivia                                                                | 3 – 0                                                                  | Uruguay                                                                | Qual. Mondiali 2022                                                    | -                                                                      |                                                                        |
| 27-1-2022                                                              | Asunción                                                               | Paraguay                                                               | 0 – 1                                                                  | Uruguay                                                                | Qual. Mondiali 2022                                                    | -                                                                      | 83’                                                                    |
| 1-2-2022                                                               | Montevideo                                                             | Uruguay                                                                | 4 – 1                                                                  | Venezuela                                                              | Qual. Mondiali 2022                                                    | -                                                                      | 89’                                                                    |
| 5-6-2022                                                               | Kansas City                                                            | Stati Uniti                                                            | 0 – 0                                                                  | Uruguay                                                                | Amichevole                                                             | -                                                                      |                                                                        |
| 11-6-2022                                                              | Montevideo                                                             | Uruguay                                                                | 5 – 0                                                                  | Panama                                                                 | Amichevole                                                             | -                                                                      | 62’                                                                    |
| 27-9-2022                                                              | Bratislava                                                             | Canada                                                                 | 0 – 2                                                                  | Uruguay                                                                | Amichevole                                                             | -                                                                      |                                                                        |
| 24-11-2022                                                             | Al Rayyan                                                              | Uruguay                                                                | 0 – 0                                                                  | Corea del Sud                                                          | Mondiali 2022 - 1º turno                                               | -                                                                      | 57’                                                                    |
| Totale                                                                 |                                                                        | Presenze (6º posto)                                                    | 116                                                                    |                                                                        | Reti                                                                   | 4                                                                      |                                                                        |

| Cronologia completa delle presenze e delle reti in nazionale ― Uruguay under 20 | Cronologia completa delle presenze e delle reti in nazionale ― Uruguay under 20 | Cronologia completa delle presenze e delle reti in nazionale ― Uruguay under 20 | Cronologia completa delle presenze e delle reti in nazionale ― Uruguay under 20 | Cronologia completa delle presenze e delle reti in nazionale ― Uruguay under 20 | Cronologia completa delle presenze e delle reti in nazionale ― Uruguay under 20 | Cronologia completa delle presenze e delle reti in nazionale ― Uruguay under 20 | Cronologia completa delle presenze e delle reti in nazionale ― Uruguay under 20 |
| Data                                                                            | Città                                                                           | In casa                                                                         | Risultato                                                                       | Ospiti                                                                          | Competizione                                                                    | Reti                                                                            | Note                                                                            |
| ------------------------------------------------------------------------------- | ------------------------------------------------------------------------------- | ------------------------------------------------------------------------------- | ------------------------------------------------------------------------------- | ------------------------------------------------------------------------------- | ------------------------------------------------------------------------------- | ------------------------------------------------------------------------------- | ------------------------------------------------------------------------------- |
| 8-1-2007                                                                        | Ciudad del Este                                                                 | Uruguay under 20                                                                | 0 – 1                                                                           | Venezuela under 20                                                              | Sudamericano Under-20 2007 - 1º turno                                           | -                                                                               |                                                                                 |
| 10-1-2007                                                                       | Ciudad del Este                                                                 | Uruguay under 20                                                                | 2 – 1                                                                           | Ecuador under 20                                                                | Sudamericano Under-20 2007 - 1º turno                                           | -                                                                               |                                                                                 |
| 12-1-2007                                                                       | Ciudad del Este                                                                 | Uruguay under 20                                                                | 1 – 0                                                                           | Colombia under 20                                                               | Sudamericano Under-20 2007 - 1º turno                                           | -                                                                               |                                                                                 |
| 19-1-2007                                                                       | Asunción                                                                        | Paraguay under 20                                                               | 1 – 3                                                                           | Uruguay under 20                                                                | Sudamericano Under-20 2007 - Fase finale                                        | -                                                                               |                                                                                 |
| 21-1-2007                                                                       | Luque                                                                           | Colombia under 20                                                               | 0 – 2                                                                           | Uruguay under 20                                                                | Sudamericano Under-20 2007 - Fase finale                                        | -                                                                               |                                                                                 |
| 23-1-2007                                                                       | Asunción                                                                        | Brasile under 20                                                                | 3 – 1                                                                           | Uruguay under 20                                                                | Sudamericano Under-20 2007 - Fase finale                                        | -                                                                               |                                                                                 |
| 25-1-2007                                                                       | Asunción                                                                        | Cile under 20                                                                   | 1 – 1                                                                           | Uruguay under 20                                                                | Sudamericano Under-20 2007 - Fase finale                                        | -                                                                               |                                                                                 |
| 1-7-2007                                                                        | Burnaby                                                                         | Spagna under 20                                                                 | 2 – 2                                                                           | Uruguay under 20                                                                | Mondiali Under-20 2007 - 1º turno                                               | -                                                                               |                                                                                 |
| 4-7-2007                                                                        | Burnaby                                                                         | Uruguay under 20                                                                | 1 – 0                                                                           | Giordania under 20                                                              | Mondiali Under-20 2007 - 1º turno                                               | -                                                                               |                                                                                 |
| 7-7-2007                                                                        | Victoria                                                                        | Uruguay under 20                                                                | 0 – 2                                                                           | Zambia under 20                                                                 | Mondiali Under-20 2007 - 1º turno                                               | -                                                                               |                                                                                 |
| 11-7-2007                                                                       | Toronto                                                                         | Stati Uniti under 20                                                            | 2 – 1 dts                                                                       | Uruguay under 20                                                                | Mondiali Under-20 2007 - Ottavi di finale                                       | -                                                                               |                                                                                 |
| Totale                                                                          |                                                                                 | Presenze                                                                        | 11                                                                              |                                                                                 | Reti                                                                            | 0                                                                               |                                                                                 |

## Palmarès

### Club

#### Competizioni nazionali
- Campionato spagnolo: 1

Barcellona: 2008-2009
- Coppa di Spagna: 1

Barcellona: 2008-2009
- Campionato italiano: 6

Juventus: 2011-2012, 2012-2013, 2013-2014, 2014-2015, 2015-2016, 2018-2019
- Supercoppa italiana: 3

Juventus: 2012, 2013, 2015
- Coppa Italia: 2

Juventus: 2014-2015, 2015-2016
- Campionato MLS: 1

LA Galaxy: 2024
- Campionato paraguaiano: 1

Libertad: Apertura 2025

#### Competizioni internazionali
- UEFA Champions League: 1

Barcellona: 2008-2009

### Nazionale
- Coppa America: 1

Argentina 2011